# Leigh Taylor-Young

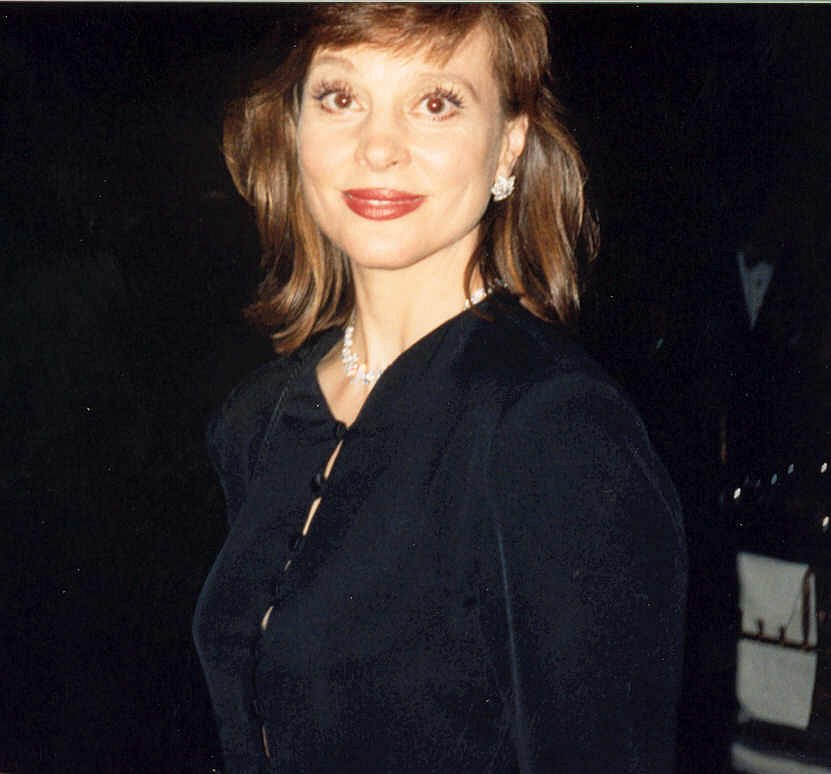
Leigh Taylor-Young (1994)

Leigh Taylor-Young, geborene Young (* 25. Januar 1945 in Washington, D.C., USA) ist eine US-amerikanische Schauspielerin.

## Filmkarriere
Bevor die Künstlerin zum Film kam, besuchte sie die Northwestern University und studierte klassisches Ballett. Ehe sie ihr Filmdebüt 1968 mit Lass mich küssen deinen Schmetterling gab, spielte sie von 1966 bis 1967 in der US-Serie Peyton Place die Rolle der Rachel Welles. Es folgten zahlreiche Fernsehauftritte in Serien wie unter anderem in Fantasy Island, Love Boat, Hart aber herzlich, Perry Mason, Hotel, Harrys Nest, Mord ist ihr Hobby, Sunset Beach, Pretender, Beverly Hills, 90210. 1973 spielte sie im Film Jahr 2022… die überleben wollen, mit Charlton Heston, Edward G. Robinson, Chuck Connors und Joseph Cotten. Von 1987 bis 1989 spielte sie in Dallas die Kimberly Cryder. Einen Emmy gewann sie 1994 für ihre Rolle der Rachel Harris in Picket Fences – Tatort Gartenzaun. Von 2004 bis 2007 sah man sie in Passions als Katherine Barrett Crane.

## Leben
Leigh Taylor-Young war mit dem Produzenten Guy McElwaine und von 1967 bis 1973 mit dem Schauspieler Ryan O’Neal verheiratet. Der gemeinsame Sohn Patrick O’Neal war zeitweise mit der Schauspielerin Rebecca De Mornay verheiratet. Sie hat zwei Enkeltöchter. Ihre Geschwister sind die Schauspielerin Dey Young und der Regisseur Lance Young.

## Filmografie (Auswahl)
- 1966–1967: Peyton Place (Fernsehserie, 71 Folgen)
- 1968: Lass mich küssen deinen Schmetterling (I love you, Alice B. Toklas)
- 1969: Nancy, ein eiskaltes Playgirl (The big Bounce)
- 1970: Die letzten Abenteurer (The Adventurers)
- 1971: Die Steppenreiter (The Horsemen)
- 1971: Wo Gangster um die Ecke knallen (The Gang That Couldn’t Shoot Straight)
- 1973: …Jahr 2022… die überleben wollen (Soylent Green)
- 1980: Supersound und flotte Sprüche (Can’t Stop the Music)
- 1981: Kein Mord von der Stange (Looker)
- 1982: Hart aber herzlich (Hart to Hart, Fernsehserie, Folge 3x18 Vertauschte Rollen)
- 1985: Das Messer (Jagged Edge)
- 1985: Crazy Love – Liebe schwarz auf weiß (Secret Admirer)
- 1987–1989: Dallas (Fernsehserie, 20 Folgen)
- 1988: Meine Freunde, deine Freunde (Who gets the Friends?, Fernsehfilm)
- 1989: Accidents – Der Tod kennt keinen Zufall (Accidents)
- 1989: Crazy Honeymoon – Ein verrückter Hochzeitstrip (Honeymoon Academy)
- 1994: Hilflos ausgeliefert (Murder or Memory: A Moment of Truth, Fernsehfilm)
- 1996: Blond ist die Rache (An unfinished Affair, Fernsehfilm)
- 1997: Der Mörder meines Bruders (Stranger in my Home, Fernsehfilm)
- 1997: Bliss – Im Augenblick der Lust (Bliss)
- 1997: Sunset Beach (Fernsehserie, 110 Folgen)
- 1999: Star Trek: Deep Space Nine (Fernsehserie, Folge 7x11 Die verlorene Tochter)
- 2000: Hellraiser: Inferno
- 2003: Strong Medicine: Zwei Ärztinnen wie Feuer und Eis (Strong Medicine, Fernsehserie, Folge 4x11 Maternal Mirrors)
- 2004–2006: Passions (Fernsehserie, 183 Folgen)
- 2007: Life (Fernsehserie, Folge 1x02 Tear Asunder)
- 2019: Mariette in Ecstasy
- 2024: Guns & Moses